# Stade Jean-Bouin (Paris)
L'estadi Jean Bouin (Stade Jean-Bouin en francès) és un estadi de 12.000 places, situat al districte 16 de París, al costat del Parc dels Prínceps. Va ser construït el 1925 i renovat el 1970 en la seva configuració actual. El 1975 se li va afegir un gimnàs, i el 1982, un camp d'hoquei. Hi ha també quinze pistes de tennis, deu d'elles de terra batuda.
El Jean Bouin serveix com a estadi esportiu a l'Stade Français CASG Paris, club de rugbi que juga el Top 14. S'hi han disputat també algunes finals de la Ligue 1 de futbol.

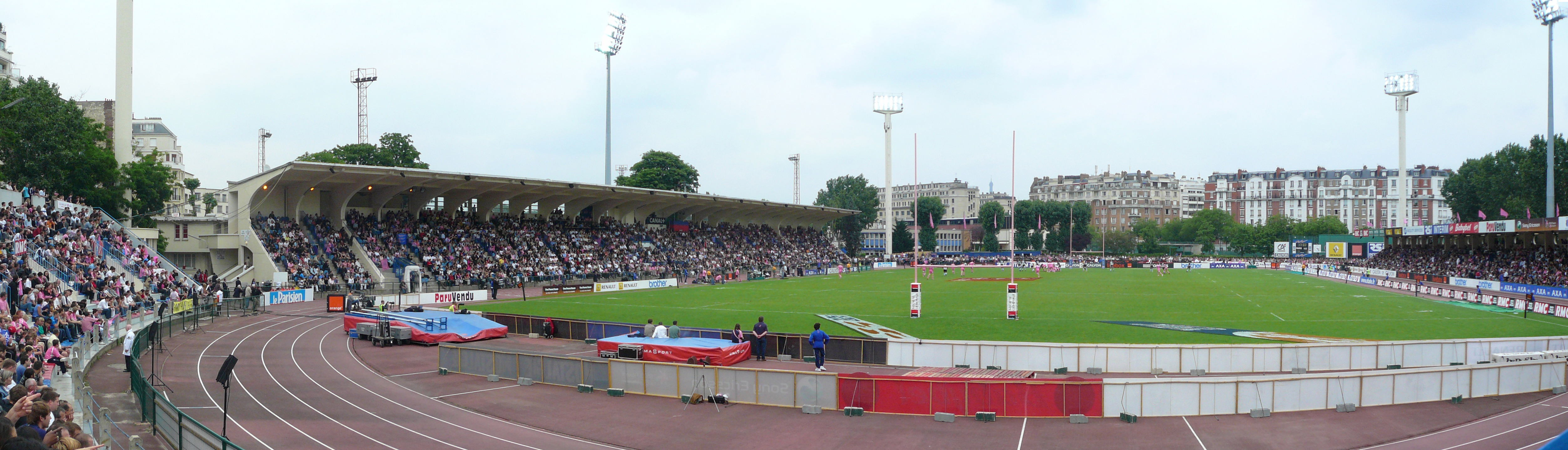
Castres Olympique a l'stade Jean-Bouin (31 de maig 2008)